# Alexandra Cadanțu-Ignatik
Alexandra Cadanțu-Ignatik (* 3. Mai 1990 in Bukarest als Alexandra Cadanțu) ist eine ehemalige rumänische Tennisspielerin.

## Biographie
Alexandra Cadanțu-Ignatik begann im Alter von drei Jahren mit dem Tennisspielen, angespornt von ihrem Vater, der den Sport als Hobby betrieben hat. Am liebsten spielt sie auf Sand; auf diesem Belag hat sie bislang zehn von elf ihrer Einzeltitel gewonnen.
Mit 15 Jahren spielte sie ihre ersten Turniere auf dem ITF Women’s Circuit. Nach nur mäßigen Erfolgen erwog die damals 18-Jährige 2008 ihren Rückzug vom Profitennis. Sie bewarb sich um ein Stipendium in den USA. Mit dem Sieg bei einem Turnier in Bukarest konnte sie jedoch neue Sponsoren für sich gewinnen.
Sie ist mit dem Tennisspieler Uladsimir Ihnazik verheiratet.

## Karriere
2006 gelang Cadanțu der erste Erfolg auf der Profitour, als sie ihre Landsfrau Irina-Camelia Begu auf einem kleinen ITF-Turnier in Bukarest besiegte.
Im Herbst 2010 begann der Aufstieg der Rumänin, als sie bei mehreren ITF-Turnieren das Finale erreichte und im Laufe des Jahres insgesamt fünf Titel gewann.
2011 wurde ein erfolgreiches Jahr für Cadanțu. Sie erreichte bei ITF-Turnieren weitere fünf Endspiele und konnte das am höchsten dotierte im italienischen Biella mit einem 6:4-, 6:3-Finalsieg über die Kolumbianerin Mariana Duque Mariño für sich entscheiden. Im Oktober konnte sie sich beim Turnier in Luxemburg erstmals auf der WTA Tour für ein Hauptfeld qualifizieren. In der ersten Runde besiegte sie Nastassja Jakimawa aus Belarus mit 6:1 und 6:4, ehe sie sich Lucie Hradecká mit 3:6, 4:6 geschlagen geben musste.
In der darauf folgenden Woche wurde sie zum ersten Mal in den Top 100 der Weltrangliste geführt. Ihre persönliche Bestmarke erreichte sie im Januar 2014 mit Position 59.
Im Juni 2024 erklärte sie ihren Rücktritt.

## Turniersiege

### Einzel
| Nr. | Datum              | Turnier             | Kategorie    | Belag     | Finalgegnerin        | Ergebnis       |
| --- | ------------------ | ------------------- | ------------ | --------- | -------------------- | -------------- |
| 1.  | 10. September 2006 | Bukarest            | ITF $10.000  | Sand      | Irina-Camelia Begu   | 6:3, 1:6, 6:3  |
| 2.  | 15. Juli 2007      | Bukarest            | ITF $10.000  | Sand      | Ioana Gaspar         | 6:2, 6:3       |
| 3.  | 23. Mai 2010       | Bukarest            | ITF $10.000  | Sand      | Diana Enache         | 6:2, 6:4       |
| 4.  | 30. Mai 2010       | Craiova             | ITF $10.000  | Sand      | Mădălina Gojnea      | 5:7, 6:3, 6:0  |
| 5.  | 24. Oktober 2010   | Ain Suchna          | ITF $10.000  | Sand      | Zuzana Zlochová      | 6:2, 6:3       |
| 6.  | 20. November 2010  | Niterói             | ITF $25.000  | Sand      | Julia Cohen          | 6:1, 1:6, 6:1  |
| 7.  | 4. Dezember 2010   | Rio de Janeiro      | ITF $25.000  | Sand      | Julia Cohen          | 6:1, 6:3       |
| 8.  | 11. September 2011 | Biella              | ITF $100.000 | Sand      | Mariana Duque Mariño | 6:4, 6:3       |
| 9.  | 8. Juni 2015       | Galați              | ITF $25.000  | Sand      | Cristina Dinu        | 6:4, 6:72, 6:3 |
| 10. | 1. November 2020   | Iraklio             | ITF W15      | Sand      | Andreea Amalia Rosca | 4:6, 6:3, 6:3  |
| 11. | 13. Februar 2022   | Scharm asch-Schaich | ITF W25      | Hartplatz | Marina Melnikowa     | 0:6, 6:3, 6:3  |

### Doppel
| Nr. | Datum              | Turnier        | Kategorie         | Belag             | Partnerin           | Finalgegnerinnen                       | Ergebnis         |
| --- | ------------------ | -------------- | ----------------- | ----------------- | ------------------- | -------------------------------------- | ---------------- |
| 1.  | 17. April 2010     | Bol            | ITF $10.000       | Sand              | Alexandra Damaschin | Chantal Škamlová Romana Tabaková       | 6:2, 1:6, [10:5] |
| 2.  | 24. April 2010     | Šibenik        | ITF $10.000       | Sand              | Dalia Zafirova      | Maria Abramović Mădălina Gojnea        | 6:2, 6:3         |
| 3.  | 29. Mai 2010       | Craiova        | ITF $10.000       | Sand              | Alexandra Damaschin | Tanja Germanliewa Dessislawa Mladenowa | 6:3, 6:3         |
| 4.  | 4. September 2010  | Balș           | ITF $10.000       | Sand              | Alexandra Damaschin | Martina Gledacheva Valentina Sulpizio  | 6:3, 7:5         |
| 5.  | 1. Juli 2011       | Ystad          | ITF $25.000       | Sand              | Diana Enache        | Mervana Jugić-Salkić Emma Laine        | 6:4, 2:6, [10:5] |
| 6.  | 3. September 2011  | Mamaia         | ITF $25.000       | Sand              | Elena Bogdan        | Marina Shamayko Sopia Schapatawa       | 6:2, 6:2         |
| 7.  | 13. Juli 2014      | Bukarest       | WTA International | Sand              | Elena Bogdan        | Çağla Büyükakçay Karin Knapp           | 6:4, 3:6, [10:5] |
| 8.  | 22. September 2014 | Podgorica      | ITF $25.000       | Sand              | Stephanie Vogt      | Xenia Knoll Arantxa Rus                | 6:1, 3:6, [10:2] |
| 9.  | 19. Oktober 2015   | Joué-lès-Tours | ITF $50.000       | Hartplatz (Halle) | Cristina Dinu       | Viktorija Golubic Alice Matteucci      | 7:5, 6:3         |
| 10. | 9. November 2015   | Équeurdreville | ITF $25.000       | Hartplatz (Halle) | Lesley Kerkhove     | Elizaveta Ianchuk Shérazad Reix        | 6:3, 6:4         |
| 11. | 19. Februar 2017   | Altenkirchen   | ITF $25.000       | Teppich (Halle)   | Cornelia Lister     | Tara Moore Conny Perrin                | 6:2, 3:6, [11:9] |
| 12. | 13. Juli 2018      | Budapest       | ITF $100.000      | Sand              | Chantal Škamlová    | Kaitlyn Christian Giuliana Olmos       | 6:1, 6:3         |
| 13. | 12. September 2020 | Tarvisio       | ITF W25           | Sand              | Marie Benoît        | Anna Bondár Paula Ormaechea            | 6:1, 6:3         |

## Abschneiden bei Grand-Slam-Turnieren

### Einzel
| Turnier         | 2011 | 2012 | 2013 | 2014 | 2015 | 2016 | 2017 | 2018 | 2019 | 2020 | 2021 | 2022 | 2023 | Karriere |
| --------------- | ---- | ---- | ---- | ---- | ---- | ---- | ---- | ---- | ---- | ---- | ---- | ---- | ---- | -------- |
| Australian Open | —    | 1    | 1    | 1    | —    | —    | —    | Q1   | —    | —    | —    | Q2   | Q2   | 1        |
| French Open     | Q2   | 1    | 1    | 1    | —    | —    | —    | Q1   | —    | —    | —    | Q1   | Q1   | 1        |
| Wimbledon       | Q1   | 1    | 2    | 1    | —    | —    | —    | Q1   | Q1   |      | —    | Q2   | —    | 2        |
| US Open         | Q1   | 1    | 1    | —    | —    | —    | Q1   | —    | Q1   | —    | —    | Q2   | —    | 1        |

Zeichenerklärung: S = Turniersieg; F, HF, VF, AF = Einzug ins Finale / Halbfinale / Viertelfinale / Achtelfinale; 1, 2, 3 = Ausscheiden in der 1. / 2. / 3. Hauptrunde; Q1, Q2, Q3 = Ausscheiden in der 1. / 2. / 3. Qualifikationsrunde; nicht ausgetragen

### Doppel
| Turnier         | 2012 | 2013 | 2014 | Karriere |
| --------------- | ---- | ---- | ---- | -------- |
| Australian Open | —    | —    | 1    | 1        |
| French Open     | 1    | —    | —    | 1        |
| Wimbledon       | 1    | —    | —    | 1        |
| US Open         | 1    | 1    | —    | 1        |